# Tribuna Catalana
Tribuna Catalana fou un mitjà de comunicació en català, de línia editorial catalanista. Fou impulsat el 2000 per Miquel Sellarès i la seva filla Mònica. Pren com a espai de referència els Països Catalans. Era membre de l'àrea digital de l'Associació Catalana de la Premsa Gratuïta (ACPG). El 2017 va passar el testimoni a Nació Digital. La mesura va comportar la cessió del seu fons històric perquè pugui ser consultat.
Pel que fa a la informació de Mallorca i les Illes Balears, recullia sovint les aportacions de Tribuna Mallorca, un diari digital vinculat a Tribuna Catalana i al grup Opinió Catalana. N'heretava la transversalitat nacionalista, sense deixar de banda la problemàtica social, laboral i ambiental. Es va presentar en societat el 30 de setembre de 2005.